# John Critcher

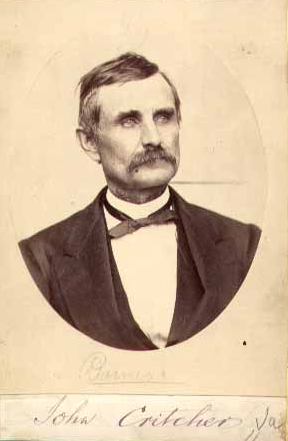
John Critchery

John Critcher (* 11. März 1820 in Oak Grove, Westmoreland County, Virginia; † 27. September 1901 in Alexandria, Virginia) war ein US-amerikanischer Politiker. Zwischen 1871 und 1873 vertrat er den Bundesstaat Virginia im US-Repräsentantenhaus.

## Werdegang
John Critcher besuchte zunächst die Brent’s Preparatory School und studierte danach bis 1839 an der University of Virginia in Charlottesville. Danach setzte er seine Studien in Frankreich fort. Nach einem Jurastudium und seiner 1842 erfolgten Zulassung als Rechtsanwalt begann er im Westmoreland County in diesem Beruf zu arbeiten. Gleichzeitig schlug er als Mitglied der Demokratischen Partei eine politische Laufbahn ein. 1861 saß er im Senat von Virginia. Im selben Jahr war er Delegierter auf der Versammlung, auf der Virginia seinen Austritt aus der Union erklärte. Während des Bürgerkrieges war Critcher Oberstleutnant im Heer der Konföderation. Nach dem Krieg wurde er Richter im achten Gerichtsbezirk seines Staates. Dieses Amt musste er aber aufgeben, weil es nach einem Kongressbeschluss nicht erlaubt war, dass ein ehemaliger Soldat der Konföderierten Staaten ein Richteramt ausübte.
Bei den Kongresswahlen des Jahres 1870 wurde Critcher im ersten Wahlbezirk von Virginia in das US-Repräsentantenhaus in Washington, D.C. gewählt, wo er am 4. März 1871 die Nachfolge von Richard S. Ayer antrat. Da er im Jahr 1872 auf eine erneute Kandidatur verzichtete, konnte er bis zum 3. März 1873 nur eine Legislaturperiode im Kongress absolvieren. Nach dem Ende seiner Zeit im US-Repräsentantenhaus praktizierte John Critcher wieder als Anwalt. Zwischen 1874 und 1877 gehörte er nochmals dem Senat von Virginia an. Er starb am 27. September 1901 in Alexandria.